# اليزابت ميشيلر
اليزابت ميشيلر (بالألمانية: Elisabeth Micheler) لاعبة كاياك ألمانية سابقة، وُلدت في الثلاثين من أبريل لعام 1966 في أوغسبرج في ألمانيا. عملت اليزابت كمساعدة طبيب قبل دخولها مجال الرياضة، حيث انضمت إلى نادي أوغسبرغ إيزكنال لسباق الزوارق المتعرج لتصبح في عام 1987 بطلة العالم بالمشاركة مع كل من مارجيت ميسلهويزر وأولا شتاينله في التجديف الجماعي، أما في التجديف الفردي فقد حصدت المركز الثالث. و قد حصلت في عام 1989 على تدريب في نوتنغهام في إنجلترا، و في عام 1991 أصبجت بطلة العالم في المنافسات الفردية. وقد فازت اليزابت في الألعاب الأولمبية الصيفية 1992 التي أُقيمت في برشلونة بميدالية ذهبية.
حصلت اليزابت في الثالث والعشرين من يونيو لعام 1993 على نيشان ورقة الغار الفضية تقديرًا لفوزها بالميدالية الذهبية في الأولمبياد.
في عام 1993 تزوجت اليزابت بلاعب التجديف البريطاني ميلفين جونس، وقد شاركت في بطولة أطلنطا باسم اليزابت ميشيلر جونس ولكنها لم تتمكن من حصد أية ميداليات.
تقطن اليزابت بالقرب من أوغسبرغ مع زوجها وأولادها.[بحاجة لمصدر]

## روابط خارجية
- اليزابت ميشيلر على موقع أوليمبيديا (الإنجليزية)